# 桂萼
桂 萼（けい がく、成化14年（1478年） - 嘉靖10年（1531年）閏6月）は、明の政治家。字は子実。饒州府安仁県の人。
成化14年（1478年）に生まれ、正徳3年（1508年）に科挙に及第し、3年後の正徳6年（1511年）に進士となる。南直隷鎮江府丹徒県、浙江省湖州府武康県、北直隷広平府成安県の知県を歴任するが、母の死や上司である知府との対立でいずれも任期を全うすることが出来ずに離任し、嘉靖2年（1523年）に南京刑部主事に任ぜられるまで不安定な状況が続いた。
ところが、南京刑部主事に就任した直後に大礼の議が起こると、同僚である張璁が嘉靖帝の意向を支持する上奏を行い、桂萼もこれに同調する。嘉靖4年（1525年）張璁とともに北京の翰林院学士に抜擢され、嘉靖6年（1527年）に吏部尚書、嘉靖8年（1529年）2月には内閣大学士に任じられるが、同僚である楊一清との対立から8月に失脚、11月に召還命令を受けて、嘉靖9年（1530年）4月に再任されるが既に病気になっており、7月には「3か月間病欠が続いている」ことが批判されて、嘉靖10年（1531年）には致仕して4月には帰郷するが、既に皇帝への諸恩の文書も書けない程の重態だった。それから間もなく閏6月に病死した。
知県時代から上司と衝突するトラブルメーカー的存在であり、高官になると反対者を排斥して罪に陥れることが多く、一時的な失脚もこれに反発する陸粲の上奏によるものであった。また、推薦した王守仁が自分の意向に従わなかったため、深く恨んだと伝えられている。また、一方で地方の疲弊ぶりを目の当たりにして賦役改革などの積極的な構想を抱いて嘉靖帝に度々上奏を行い、病気から復帰後の嘉靖9年（1530年）8月には『任民考』と呼ばれる朱熹の井田論をモデルとした賦役改革を訴える上奏を行った。一部は万暦年間の張居正につながる要素も持っていたが、礼制の改革には積極的でも税制などでは「祖法」を守るべきとの考え方を持つ嘉靖帝の不興を買うことになり、結果的には政治的に孤立する要因にもなった。